# Chomonchouaniste
Chomonchouaniste, ime koje se navodi na nekoliko karata kao oznaka plemena sjeverozapadno od jezera St. John u Quebecu, Kanada. Hodge drži da je ime montagnaiskom plemenu ili selu. Evan T. Pritchard također slijedi Hodgea smatrajući ih Montagnaisima a Swanton i Sultzman ih nemaju na svojim popisima. Ime im se javlja u nekoliko sličnih varijanti: Chemonchovanistes, Chomonchouanistes, etc.